# Републикански път III-7009
Републикански път IIІ-7009 е третокласен път, част от Републиканската пътна мрежа на България, преминаващ изцяло по територията на Ямболска област. Дължината му е 18,5 km.
Пътят се отклонява наляво при 288,9 km на Републикански път I-7 и се насочва на североизток през Елховското поле. Постепенно напуска полето и навлиза в хълмистата област, свързваща възвишението Бакаджици с крайния северен рид на Странджа – Каратепе, като достига до билото ѝ. Последователно преминава през селата Бояново, Борисово и Леярово и на 2 km източно от последното се свързва Републикански път III-5308 при неговия 20,1 km.
| Пътища, отклоняващи се надясно (населено място, № на пътя, посока на пътя) | km   | Пътища, отклоняващи се наляво (посока на пътя, № на пътя, населено място) |
| -------------------------------------------------------------------------- | ---- | ------------------------------------------------------------------------- |
| Община Елхово, I-7, 288,9 km ←                                             | 0,0  | ← 288,9 km, I-7, Община Елхово                                            |
| с. Бояново                                                                 | 3,3  | с. Бояново                                                                |
| (за с. Жребино) общински път ←                                             | 6,5  |                                                                           |
|                                                                            | 7,4  | → общински път (за с. Стройно)                                            |
| с. Борисово                                                                | 12,3 | с. Борисово                                                               |
| Община Стралджа                                                            | 14   | Община Стралджа                                                           |
| с. Леярово                                                                 | 15,8 | с. Леярово                                                                |
| (до 26,7 km на II-79) III-5308, 20,1 km ←                                  | 18,5 | ← 20,1 km, III-5308 (от с. Калчево)                                       |

Забележка